# Aspilota iocosipecta
Aspilota iocosipecta är en stekelart som beskrevs av Fischer 1974. Aspilota iocosipecta ingår i släktet Aspilota och familjen bracksteklar. Inga underarter finns listade.